# Ferien (2016)
Ferien ist ein deutscher Spielfilm von Bernadette Knoller aus dem Jahr 2016. Der Film bildete den Hochschul-Abschlussfilm von Bernadette Knoller und ist eine Koproduktion von Blikfilm GmbH, der Filmuniversität Babelsberg Konrad Wolf und Rundfunk Berlin-Brandenburg.

## Handlung
Die 28-jährige Jura-Absolventin Vivian Baumann ist ausgebrannt. Ihre Arbeit und ihre Beziehung engen sie ein und sie braucht eine Auszeit. Ihr dynamischer Vater bringt sie übers Wochenende auf eine Insel, damit sie ausspannen kann. Nach ihrer Ankunft fühlt sich Vivi in den ihr auferlegten Ferien von den Ratschlägen ihres Vaters über Selbstoptimierung und positives Denken überfordert. Vivi beginnt, die Insel zu erkunden und schließt Freundschaften mit den Bewohnern. Sie nimmt einen Aushilfsjob in dem Laden des Forschers Otto an und richtet sich bei der alleinerziehenden Biene und ihrem dreizehnjährigen Sohn Eric im Gästezimmer ein. Als Biene eines Tages spontan das Haus verlässt, findet Vivi sich alleine zwischen fremden Kindern und dem Leben auf der Insel.

## Produktion
Der Film wurde auf Borkum gedreht.

## Auszeichnungen
- 2016 – Fritz-Raff-Drehbuchpreis.[1]

## Kritiken
„Ein entspanntes Plädoyer gegen Leistungszwang.“

„Ferien ist eine Komödie. Eine Komödie, in der derjenige, der die Späße macht, geradezu naturgemäß stets der Traurigste von allen ist. Es ist ein leises, latent verzweifeltes Stück, das, bei allen Einwänden, einen eigenen, beharrlichen Tonfall und eine Stimmung des leicht Entrückten, Weltfernen entwickelt.“

„Eine wunderbar warmherzige, erfrischend lässige und oft absurd komische Aussteigergeschichte.“